# Kanton Betton
Der Kanton Betton (bretonisch Kanton Bezhon) ist ein französischer Wahlkreis im Arrondissement Rennes, im Département Ille-et-Vilaine und in der Region Bretagne; sein Hauptort ist Betton.

## Geschichte
Der Kanton entstand am 15. Februar 1790. Von 1793 bis 1801 und von 1991 bis 2015 gehörten vier Gemeinden zum Kanton Betton. Zwischen 1801 und 1991 waren die Gemeinden des alten Kantons Bestandteil verschiedener Wahlkreise von Rennes (Rennes-1, Rennes-Nord-Est, Rennes-IV). Mit der Neuordnung der Kantone in Frankreich stieg die Zahl der Gemeinden 2015 auf 6. Zu den bisherigen Gemeinden des alten Kantons Betton kam die Gemeinde Cesson-Sévigné des bisherigen Kantons Cesson-Sévign und die Gemeinde Chevaigné des bisherigen Kantons Saint-Aubin-d’Aubigné hinzu.

## Lage
Der Kanton liegt im Zentrum des Départements Ille-et-Vilaine nördlich und östlich von Rennes.

## Gemeinden
Der Kanton umfasst die Wahlberechtigten aus sechs Gemeinden mit insgesamt 51.619 Einwohnern (Stand: 1. Januar 2022) auf einer Gesamtfläche von 99,88 km²:
| Gemeinde                  | Gallo                   | Bretonisch      | Einwohner (2022) | Fläche (km²) | Code postal | Code Insee |
| ------------------------- | ----------------------- | --------------- | ---------------- | ------------ | ----------- | ---------- |
| Betton                    | Beton                   | Lanvezhon       | 12.775           | 26,73        | 35830       | 35024      |
| Cesson-Sévigné            | Seczon-Sevinyaé         | Saozon-Sevigneg | 18.076           | 32,14        | 35510       | 35051      |
| Chevaigné                 | Chevanyaé               | Kavaneg         | 2.396            | 10,33        | 35250       | 35079      |
| La Chapelle-des-Fougeretz | La Chapèll-dez-Foujeràe | Chapel-Felgeriz | 4.603            | 8,71         | 35520       | 35059      |
| Montgermont               | Monjèrmont              | Menezgervant    | 3.777            | 4,67         | 35760       | 35189      |
| Saint-Grégoire            | Saent-Gregoèrr          | Sant-Gregor     | 9.992            | 17,30        | 35760       | 35278      |
| Kanton Betton             | Beton                   | Lanvezhon       | 51.619           | 99,88        | -           | 3503       |

### Kanton Betton bis 2015
Der alte Kanton Betton bestand aus vier Gemeinden auf einer Fläche von 57,41 km². Diese waren: Betton, La Chapelle-des-Fougeretz, Montgermont und Saint-Grégoire.

## Bevölkerungsentwicklung
| 1999   | 2006   | 2012   |
| ------ | ------ | ------ |
| 22.255 | 23.893 | 26.920 |

## Politik
Im 1. Wahlgang am 22. März 2015 erreichte keines der fünf Wahlpaare die absolute Mehrheit. Bei der Stichwahl am 29. März 2015 gewann das Gespann Claudine David/Michel Gautier (beide PS) gegen Corinne Clémenceau/Maxime Gallier (beide Union de la droite;UD) mit einem Stimmenanteil von 51,46 % (Wahlbeteiligung:53,32 %).
Seit 1992 hatte der Kanton folgende Abgeordnete im Rat des Départements:
| Vertreter im conseil général des Départements | Vertreter im conseil général des Départements | Vertreter im conseil général des Départements |
| Amtszeit                                      | Name                                          | Partei                                        |
| --------------------------------------------- | --------------------------------------------- | --------------------------------------------- |
| 1992–1994                                     | Paul Ruaudel                                  | DVD                                           |
| 1994–2002                                     | Philippe Tourtelier                           | PS                                            |
| 2002–2015                                     | Michel Gautier                                | PS                                            |
| 2015–                                         | Claudine David Michel Gautier                 | PS                                            |